# Поїдання тварин (книга)
«Поїдання тварин» (англ. Eating Animals) — третя книга американського письменника Джонатана Сафрана Фоера, опублікована 2009 року, яка стала першою працею автора в жанрі документальної прози.

## Тематика
Фоер зосереджує увагу на питанні промислових методів ведення сільського господарства і промислового рибальства. Він розглядає проблему прав тварин, гуманної організації виробництва, наприклад прилову риби та ситуацію на промислових скотобійнях, зокрема, індонезійських рибальських траулерах, які вбивають 26 фунтів морських тварин на кожний фунт виловлених креветок, і численних американських скотобійнях з жахливими умовами праці. Через це працівники сільськогосподарської галузі ризикують здоров'ям, зокрема Фоер розглядає теорію, що вірус свинячого грипу з'явився на одній із ферм у Північна Кароліна, і що 98 % американської курячої продукції, що надійшла у продаж, була заражена кампілобактерами і сальмонелою.
Попри проблематику вбивства тварин, Фоер підіймає питання культурного значення їжі на прикладі своєї бабусі, котра пережила Голокост і для якої їжа все життя була на чільному місці у житті. Він відштовхується від критики праці Майкла Поллана, в якій висувається власна теорія про стосунки з їжею, яку ми споживаємо.

## Сприйняття
Книга одержала прохолодні відгуки від критиків. Деякі з рецензентів, наприклад, New York і The Washington Post не погодилися з висновками Фоера, списавши успіх книги на ринку на популярність самого автора. The New York Times також відгукнулись неоднозначно, тоді як Los Angeles Times і The New Yorker, навпаки, висловилися схильно, похваливши і сам процес досліджень і отримані ним висновки. Акторка Наталі Портман у газеті Huffington Post заявила, що «„Поїдання тварин“ Джонатана Сафрана Фоера зробила з неї, вегетаріанки з двадцатирічним стажем, веганку-активістку».